# Třídílné účetnictví
Třídílné účetnictví (čínsky v českém přepisu san-ťiao-čang, pchin-jinem sānjiǎozhàng, znaky zjednodušené 三脚帐, tradiční 三腳帳; čínsky v českém přepisu san-ťiao-šu, pchin-jinem sānjiǎoshū, znaky zjednodušené 三脚书, tradiční 三腳書; čínsky v českém přepisu po-ťiao-čang, pchin-jinem bǒjiǎozhàng, znaky zjednodušené 跛脚帐, tradiční 跛腳帳) byl systém smíšeného jednoduchého a podvojného účetnictví používaný v ekonomice mingské Číny od poloviny 15. století. Vznikl zdokonalením čtyřčlenné bilanční metody, systému jednoduchého účetnictví používaného v předešlých staletích. Třídílné účetnictví používali větší obchodníci a bankéři, než se v pozdním mingském období (1570–1640) mezi bankéři objevil systém podvojného účetnictví zvaný „účetnictví dračí brány“ a v polovině 18. století podvojné čtyřdílné účetnictví).

## Vznik a popis
Třídílné účetnictví vzniklo v polovině 15. století jako směsice podvojného a jednoduchého účetnictví. V tomto systému byly podvojně účtovány pohledávky a převody, kdežto hotovostní platby byly zaznamenávány pouze jedním zápisem.
Třídílný systém byl významným pokrokem ve zdokonalování tradičního jednoduchého účetnictví. Používal stejnou strukturu tří knih – memorandum, deník a hlavní kniha – s důrazem na deník. Obvykle byly používány deníky tři, kniha nákupů a prodejů (货清, chuo-čching pu), kniha hotovosti (jin-čching pu) a kniha převodů a osobních účtů (wan-laj pu). Do deníků byly transakce přepisovány denně z memorand (草流, cchao-liou pu). Stránky deníků byly rozděleny na horní a spodní sekci. Položky kategorizované jako příchozí (來, laj), nebo odchozí (去, čchü), byly zapisovány do vrchní, resp. spodní, části stránky deníku jako příjmy/přírůstky šou (收), resp. výdaje/úbytky fu (付). Dvojice šou/fu odpovídala v soukromé sféře páru žu/čchu ve státní správě. Přitom každá transakce byla zaznamenána dvakrát, nahoře a dole, v patřičných knihách; pouze hotovostní platby byly zapisovány právě jednou do deníku nákupů a prodejů.
Deníky byly každých pět dnů shrnuty a přepisovány do hlavní knihy, přičemž výsledný zůstatek byl stanoven čtyřčlennou metodou, jejíž základní rovnicí bylo:
zůstatek minulého období (管, kuan) + příjmy (收, šou) − výdaje (付, fu) = zůstatek (在, caj).
Protože hotovostní transakce byly zaznamenávány jednoduchým zápisem a ostatní podvojným, byl systém nazván třídílné účetnictví.
V pozdním mingském období (1570–1640) začalo být třídílné účetnictví nahrazováno, když se mezi bankéři objevil, a později rozšířil i do komerční a výrobní sféry, zdokonalený systém „účetnictví dračí brány“, který se v polovině 18. století rozvinul v podvojné čtyřdílné účetnictví, používané do konce 19. století.